# 陈芳 (射击运动员)
陈芳（1983年10月19日—），山东济宁人，中国国家射击队成员。

## 战绩
1996年5月，陈芳在济宁市体校学习，师从白秀存。2000年5月，进入山东省竞技运动学校射击队训练。2001年5月，在全国射击锦标赛获得女子双多向飞碟项目第一名。2003年9月，在塞浦路斯飞碟射击世界锦标赛上，获得双多向团体冠军。2003年10月，在意大利飞碟射击世界杯总决赛上获得女子双多向个人亚军。2016年5月13日，中国射击队飞碟项目里约奥运会选拔赛女子多向比赛中，陈芳拿到奥运入场券。2014年仁川亚运会上，她与朱靖宇、朱美合作，以199中的总成绩，获得女子團體不定向飛靶项目银牌。2016年7月18日，陈芳进入里约热内卢奥运会中国奥运代表团。2016年里约奥运会射击赛事女子飞碟多向资格赛中，陈芳以64中的成绩排名第15位，无缘晋级。